# تئاتر مانوئل
تئاتر مانوئل (Teatru Manoel) یک تئاتر و مکان مهم برای هنرهای نمایشی در مالت است. این تئاتر که معمولاً به سادگی «مانوئل» نامیده می‌شود، به نام استاد اعظم نظم شوالیه‌های مهمان‌نواز، فرا آنتونیو مانوئل د ویلنا، نام‌گذاری شده است که دستور ساخت آن را در سال ۱۷۳۱ صادر کرد. این تئاتر به‌عنوان سومین تئاتر فعال قدیمی اروپا شهرت دارد (قدیمی‌تر از تئاتر سان کارلو در ناپل) و قدیمی‌ترین تئاتری است که همچنان در اتحادیه کشورهای مشترک‌المنافع فعال است.
تئاتر مانوئل در خیابان تئاتر قدیمی (مالتی: Triq it-Teatru l-Antik) در شهر والتا واقع شده است. این تئاتر به‌عنوان تئاتر ملی مالت و خانهٔ ارکستر فیلارمونیک مالت (Orkestra Filarmonika Nazzjonali) شناخته می‌شود. در ابتدا با نام Teatro Pubblico شناخته می‌شد، اما در سال ۱۸۱۲ به Teatro Reale (تئاتر رویال) تغییر نام یافت و در سال ۱۸۶۶ نام Teatru Manoel برای آن انتخاب شد. نخستین نمایشی که در این مکان اجرا شد، نمایشنامهٔ مروپ اثر فرانچسکو شیپیونه، مارکیز دی مافئی بود.
این تئاتر کوچک دارای ظرفیت ۶۲۳ نفر، یک آدیتوریوم بیضی‌شکل، سه ردیف بالکن چوبی با تزئینات ورق طلا و سقفی با طراحی فریب چشم است که مانند گنبدی گرد به نظر می‌رسد. ساختمان این تئاتر به‌عنوان یک بنای فهرست‌شده درجه ۱ توسط اداره میراث فرهنگی مالت ثبت شده و همچنین تحت حفاظت سازمان محیط زیست و برنامه‌ریزی مالت (MEPA) قرار دارد.

## تاریخچه
پیش از ساخت تئاتر، نمایش‌ها و اجراهای تئاتری آماتور در سالن‌ها و طبقات اشرافی خوابگاه‌های شوالیه‌ها برگزار می‌شد. این خوابگاه‌ها کاخ‌هایی بودند که برای شاخه‌های شوالیه‌ها ساخته شده بودند. شاخهٔ ایتالیایی اغلب این نوع سرگرمی‌ها را در خوابگاه خود اجرا می‌کرد. اسناد این شاخه نشان می‌دهد که در ۲ فوریه ۱۶۹۷، چند اشراف‌زاده مالتی نمایشنامه‌ای را در خوابگاه ایتالیایی‌ها اجرا کردند. زنان به دلیل اتفاقات پیش‌آمده در جشن‌های کارناوال سال ۱۶۳۹، از حضور در این رویدادها منع شده بودند.

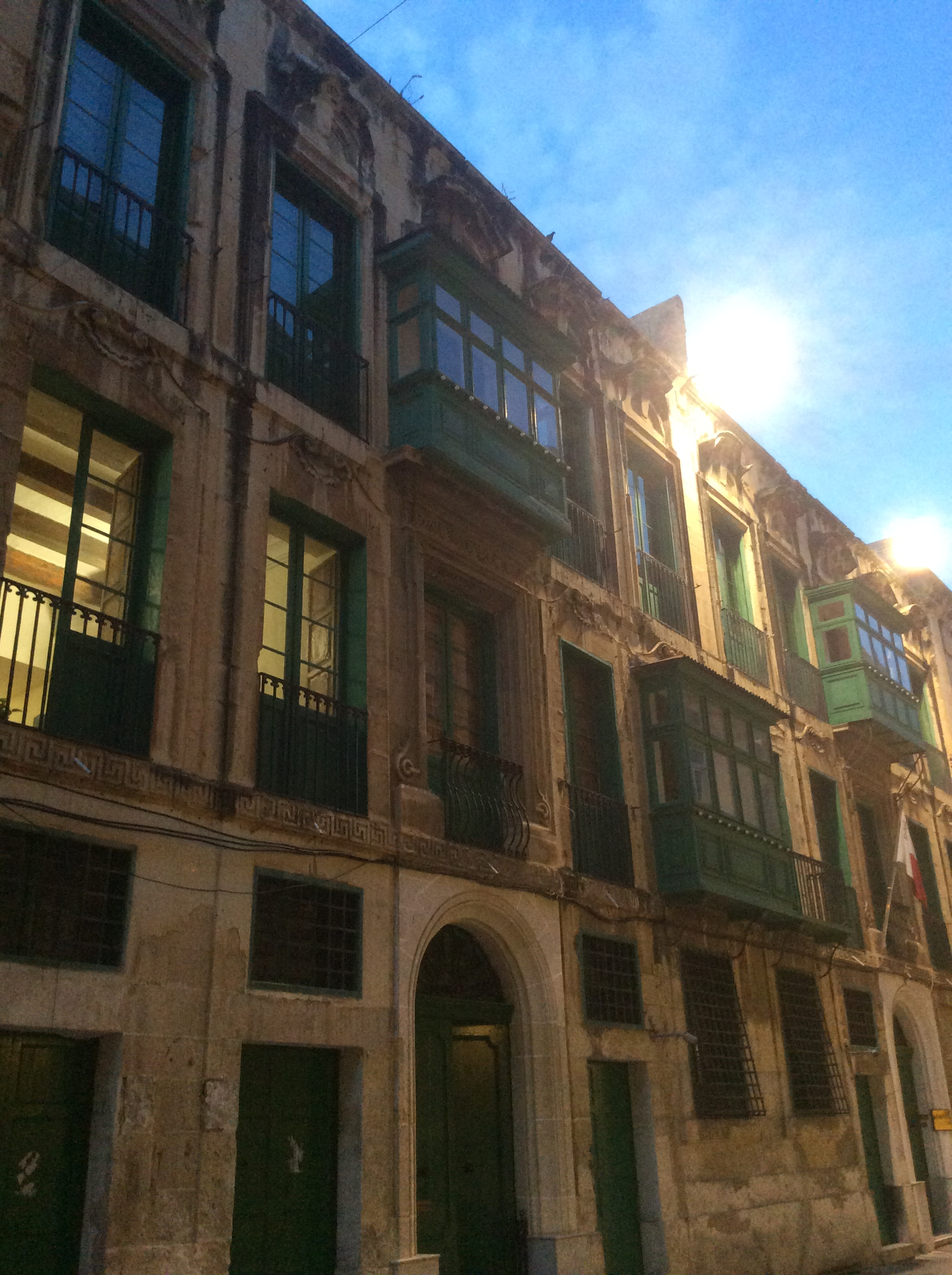
دو خانه بازسازی‌شده برای اولویت ناوارا، که اکنون به‌عنوان وزارت امور داخلی استفاده می‌شود

در سال ۱۷۳۱، آنتونیو مانوئل د ویلنا ساخت این ساختمان را به‌عنوان تئاتری عمومی «برای تفریح سالم مردم» سفارش داد و هزینه آن را شخصاً تأمین کرد. استاد اعظم دو خانه را از اولویت ناوارا خریداری کرد که در خیابانی که اکنون خیابان تئاتر قدیمی نامیده می‌شود، واقع بود و مبلغ ۲٬۱۸۶ اسکودی پرداخت کرد.
نمای بیرونی این ساختمان که به سبک تکلف‌گرایی والتا است، ساده طراحی شده و شامل سه طبقه به همراه یک نیم‌طبقه است. نمای آن دارای یک درب ورودی با یک بالکن سنگی باز و نرده‌دار است که توسط سه کنسول بزرگ پشتیبانی می‌شود. فضای داخلی تئاتر با سبک روکوکو تزئین شده است. این تئاتر احتمالاً توسط رومانو کاراپکیا طراحی و توسط فرانچسکو زرافا و آنتونیو آزوپاردی ساخته شده است.

ساخت تئاتر مانوئل تنها در مدت ده ماه به پایان رسید. این سرعت ساخت ممکن است به دلیل تغییراتی باشد که در ساختار سه خانهٔ مجاور ایجاد شد تا به‌عنوان بخشی از تئاتر ادغام شوند. این ساختمان مساحتی برابر با ۹۴½ کین مربع داشت، که بعداً به ۹۳ کین مربع و ۲½ کف دست تغییر یافت. گفته می‌شود طراحی این تئاتر از تئاتر معاصر پالرمو الهام گرفته شده است. آدیتوریوم آن در ابتدا به شکل نیم‌دایره یا نعل اسبی بود و کف روشن آن به‌عنوان یک پیست کوچک رقص استفاده می‌شد. اولین اجرای تئاتری که در Teatro Pubblico برگزار شد، نمایشنامهٔ تراژدی کلاسیک Merope اثر شیپیونه مافئی در ۹ ژانویه ۱۷۳۲ بود. بازیگران این اجرا خود شوالیه‌ها بودند و صحنه‌آرایی نیز توسط معمار ارشد نظامی شوالیه‌ها، فرانسوا موندیون، طراحی شده بود.

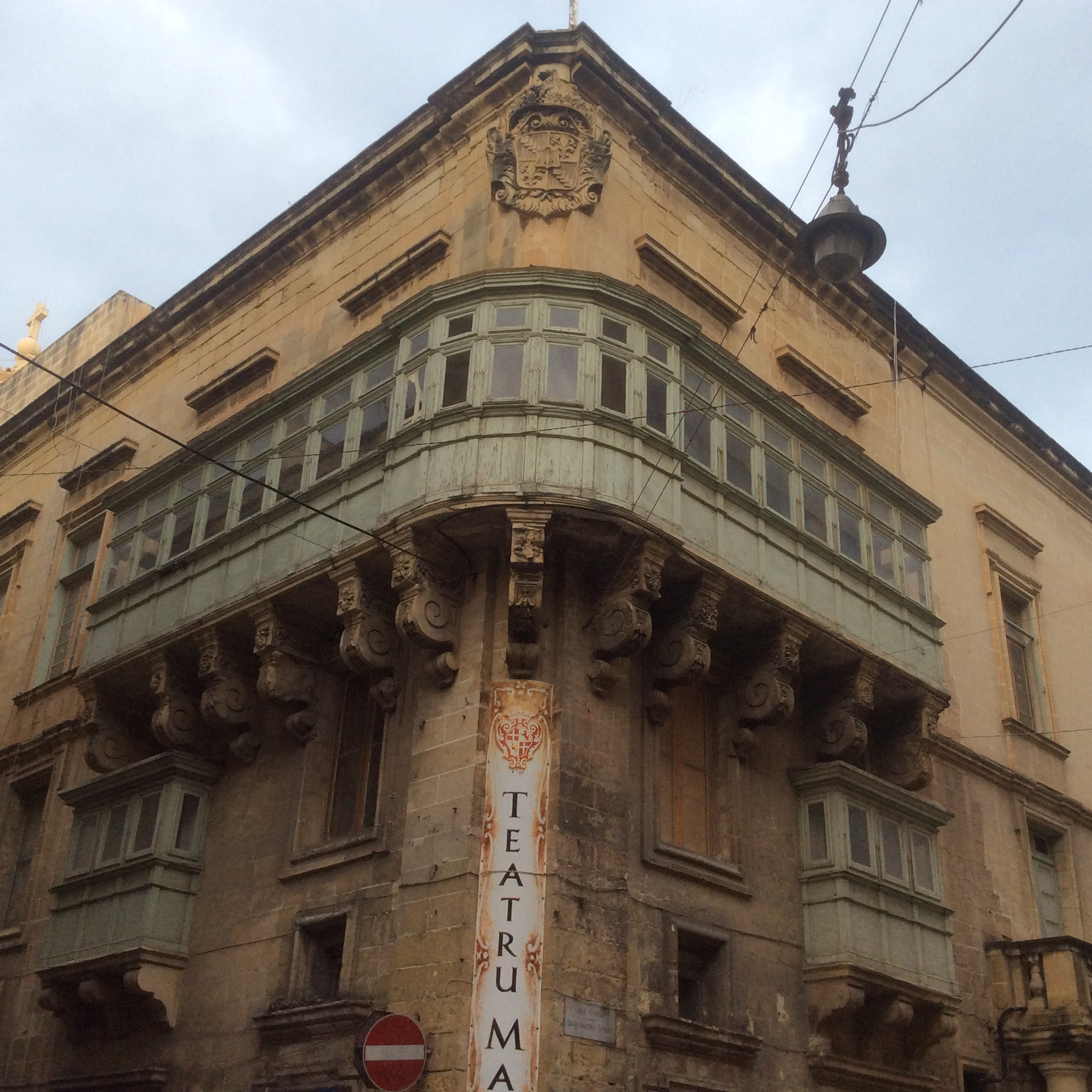
پالازو بونیچی که تا سال ۲۰۱۴ مورد استفادهٔ تئاتر مانوئل بود

در ۲۶ ژانویه ۱۷۳۲، نمایشنامه‌ای طنز و ضدروحانی به نام "Il bacchettiere falso" اثر جیرولامو جیلی اجرا شد. در ۱۸ ژانویه ۱۷۶۹، نمایش "Il trionfo di Minerva" نوشتهٔ لنتیسکو آدراستئو به مناسبت جشن تولد مانوئل پینتو دا فونسه‌کا، استاد اعظم، اجرا شد. به مناسبت مشابهی، از فردیناند فون هامپش تسو بولهایم در زمان ارتقای وی به مقام استاد اعظم تقدیر شد. در این رویداد، هامپش در بالکن ظاهر شد و با پرتاب مشت‌هایی از سکه‌های طلا به جمعیتی که برای تشویق او آمده بودند، از آن‌ها قدردانی کرد.
در نیمه اول قرن بعد، این تئاتر محلی برای اجرای گستردهٔ اپراهای لیریک توسط گروه‌های حرفه‌ای بازدیدکننده یا گروه‌های آماتور شوالیه‌ها و همچنین تراژدی‌های فرانسوی یا کمدی‌های ایتالیایی بود. آثار یوهان آدولف هاسه، نیکولو پیچینی و بالداساره گالوپی در سال‌های اولیهٔ تئاتر بسیار محبوب بودند.
در آغاز فعالیت، مدیریت تئاتر و سانسور اجراها بر عهدهٔ یک شوالیه ارشد، با عنوان Protettore بود. اولین مدیر ثبت‌شدهٔ تئاتر، ملکیوره پرووست لانارلی در سال ۱۷۳۶ بود و آخرین مدیر، جووانی له برون در سال ۱۸۶۶. از ۱۷۶۸ تا ۱۷۷۰، مدیریت توسط یک زن به نام ناتالا فاروژیا انجام شد. در تأسیس تئاتر، استاد اعظم د ویلنا اجارهٔ سالانهٔ مدیر را ۳۲۰ اسکودی تعیین کرد که شامل ۸۰ اسکودی برای اجاره از عید پاک تا اوت، ۱۲۰ اسکودی برای پاییز، و ۱۲۰ اسکودی دیگر از کریسمس تا کارناوال بود.
زمانی که رقص یا veglioni (بالماسکه) در تئاتر برگزار می‌شد، گودال نمایش با استفاده از داربست به سطح صحنه بالا برده می‌شد. در ۲۲ اوت ۱۷۷۸، مقرراتی برای روشنایی تئاتر و راهروها در چنین مناسبت‌هایی تصویب شد که در آن پوشاندن چراغ‌ها به هر شکلی ممنوع بود. در همان سال، به‌منظور جلوگیری از ایجاد رسوایی، گروه‌های تئاتری از خوابیدن در جعبه‌های تئاتر منع شدند، عملی که در آن زمان رایج بود.

چند سال بعد، در ۱۷۸۳، Teatro Pubblico تحت بازسازی و تزئینات گسترده‌ای قرار گرفت که بر اساس طرح معمار رومی، ناتاله مارینی انجام شد. یک مدل از طرح پیش از اجرا به تفتیش عقاید و بسیاری از شوالیه‌ها نشان داده شد. این مدل چنان مورد تحسین قرار گرفت که کمیسیونرهای بنیاد تئاتر تصمیم گرفتند دو لویی دیگر به‌عنوان پاداش به فاکتور مارینی که ۴۹ اسکودی بود، اضافه کنند.

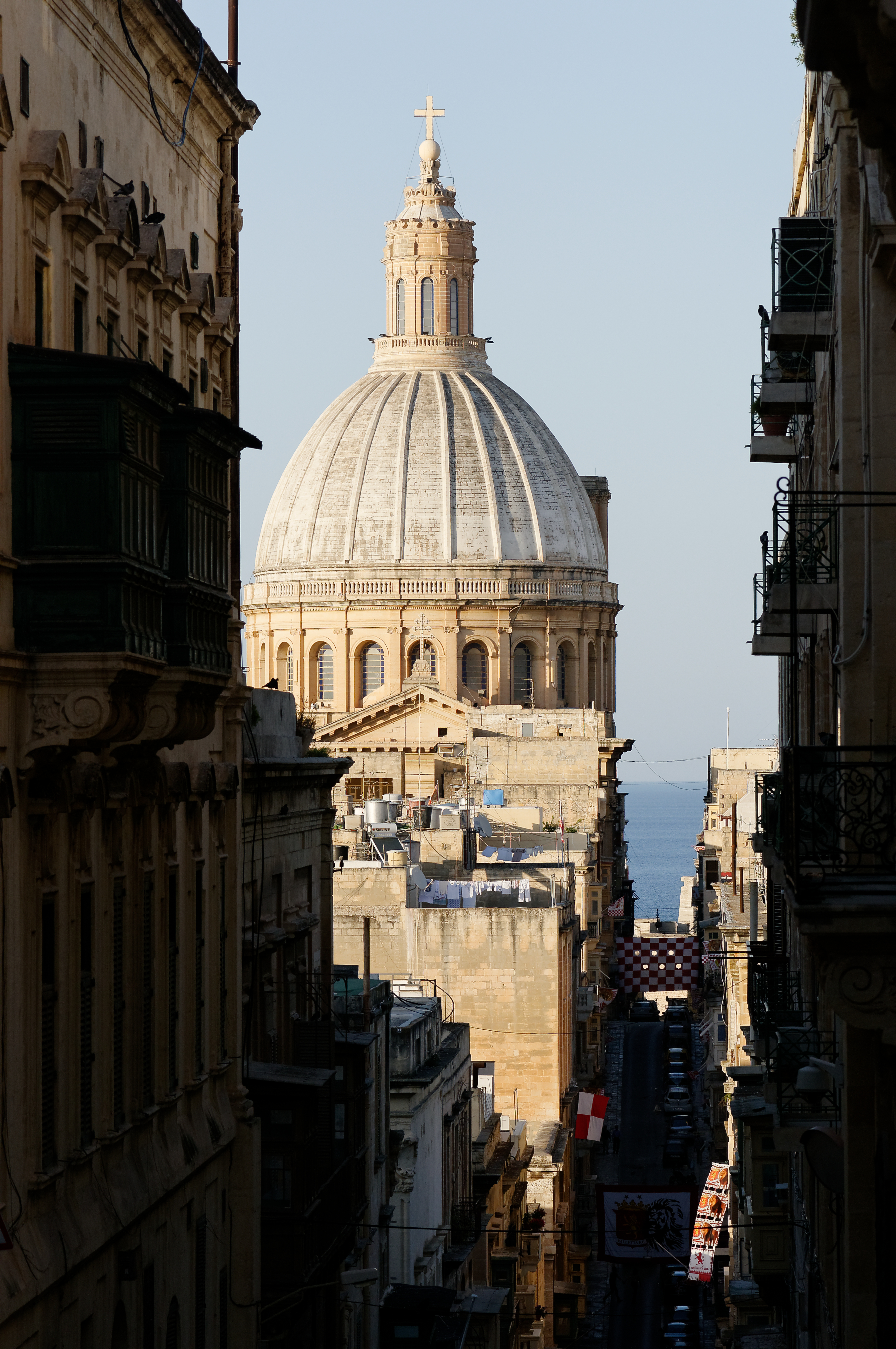
خیابان تئاتر قدیمی، نام‌گذاری شده به افتخار تئاتر مانوئل

در سال ۱۷۹۲ اولین اپرای شناخته شده نیکولا ایزوآرد به نام «کاساچلو در حال تعقیب توسط یک جادوگر» در این تئاتر به نمایش درآمد، و ایزوآرد در سال ۱۷۹۸ پس از اشغال مالت توسط فرانسوی‌ها، مدیر این تئاتر شد و به اجرای اپراهای دیگر ادامه داد. چندین اثر از ایزوآرد از جمله «آویزو آی ماراتاتی» و «آرتاسرس» در این تئاتر به اجرا درآمدند. سلطنت فرانسوی‌ها در مالت کوتاه مدت بود و پس از دو سال، این جزایر به تصرف پادشاهی متحد بریتانیای کبیر و ایرلند درآمد. یکی از افسرانی که در سال ۱۸۰۱ در نبرد اسکندریه همراه ابرکومبی به مصر رفت، نوشت:

«لاوالتا دارای یک اپرا است که کوچک است اما مرتب است، هرچند که خیلی نیاز به تعمیر دارد. ایتالیا و سیسیل آن را با هنرمندان آواز مناسب تأمین می‌کنند و این یک سرگرمی بسیار دلپذیر برای نیروهای گارد است. هر شب توسط افسران لشگر که آن را بسیار لذت‌بخش می‌دانستند، شلوغ بود. قیمت بلیط یک شیلینگ است.»

در دوران ابتدایی دوره مستعمرات تاج‌وتخت مالت، «تئاتر پوبلیکو» به «تئاترو رئاله» تغییر نام یافت و در طول قرن نوزدهم تغییرات و گسترش‌هایی را تجربه کرد، به ویژه در سال ۱۸۱۲، زمانی که جرج ویت‌مور پروژنیوم و گالری فعلی را اضافه کرد، سقف را به اندازه یک طبقه بالا برد و هشت جعبه دیگر به آن اضافه کرد، که تعداد کل به ۶۷ رسید. همچنین، ویت‌مور سالن تئاتر را به شکل بیضی که امروزه وجود دارد، تغییر داد. تغییرات دیگری در سال ۱۸۴۴ انجام شد، زمانی که طراح صحنه تئاتر، ارکولانی، پنل‌های جعبه‌های چوبی را دوباره رنگ‌آمیزی کرده و آن‌ها را طلاکاری کرد. لایه دیگری از ورق نقره در پنل‌ها و سقف در سال ۱۹۰۶ اضافه شد. در طول این زمان، تئاترو رئاله به اجاره حرفه‌ای‌های اپرا داده می‌شد که فصل‌های اپرا نه‌ماهه برگزار می‌کردند.
این تئاتر توسط بسیاری از شخصیت‌های خارجی، از جمله والتر اسکات و آدلاید ساکس-ماینینگن، بیوه ویلیام چهارم از بریتانیا، که به تماشای اجراهای «الیسیر د آمو» و «جما دی ورگی» در این تئاتر آمد، بازدید شد. «لوچیا دی لامرمور» به عنوان یک شب گالا به افتخار ملکه بیوه برگزار شد، که در آن سوپرانو کاملاً داربویس به اجرا پرداخت. اپرا و اپرته‌های انگلیسی و ایتالیایی در طول قرن نوزدهم محبوب‌ترین تولیدات در «تئاترو رئاله» بودند؛ اما مردم مالت به ویژه از اپراهای جواکینو روسینی، وینچنتزو بلینی، گائتانو دونیزتی و جوزپه وردی حمایت می‌کردند.
در سال ۱۸۶۱، تئاترو رئاله به صورت اجاره مادام‌العمر به دکتر سالواتوره میفسود و آنکلتو کانتی به اجاره داده شد و در سال ۱۸۶۲، مالکیت مستقیم آن به اممانوئل اسکیکلونا به مبلغ ۷۸۳۳٫۶ پوند فروخته شد. مالکان بعدی شامل کارملو آرپا، شیمیدان (۱۸۸۹) و خانواده گولچر (۱۹۰۶–۷) بودند. این تئاتر در سال ۱۸۶۶ به دلیل ساخت خانه اوپرا سلطنتی والتا به تملک مالت، که توسط ادوارد میدلتون بری طراحی شده بود، دیگر مورد استفاده قرار نگرفت. تئاتر به خوابگاه بی‌خانمان‌ها تبدیل شد، که برای هر شب با اجاره ارزان‌قیمت صندلی‌ها را اجاره می‌دادند.
با این حال، در سال ۱۸۷۳، «تئاترو رئاله» به‌طور رسمی به «تئاتر مانوئل» تغییر نام یافت و زمانی که خانه اپرای سلطنتی آتش گرفت، دوباره زندگی جدیدی به خود گرفت. اما تا سال ۱۸۷۷، خانه اپرای سلطنتی دوباره ساخته شد و تئاتر مانوئل دوباره تحت‌الشعاع قرار گرفت و به فراموشی سپرده شد. در ۲۷ دسامبر ۱۹۲۲، ۶ ژانویه ۱۹۲۳ و ۳ فوریه ۱۹۲۳، تئاترو مانوئل اولین پخش عمومی سرود ملی مالت را برگزار کرد. در دوران جنگ جهانی دوم، تئاتر مانوئل به عنوان مسکن اضطراری برای قربانیان بمباران‌های مداوم لوفت‌وافه و رژیا ایروناتیکا استفاده شد. در اوایل قرن بیستم، این تئاتر به‌طور متناوب به عنوان محل برگزاری جشن‌های کارناوالی و برای مدتی به عنوان سالن سینما مورد استفاده قرار گرفت.
این تئاتر در فهرست آثار باستانی سال ۱۹۲۵ گنجانده شد.

## یادداشت
1. ↑  این عبارت در بالای ورودی اصلی تئاتر حک شده است: "Ad honestam populi oblectationem."(به لاتین).[۵]
2. ↑  ویلنا همچنین ۲٬۰۰۰ اسکودی دیگر برای بازسازی دو خانه باقی‌مانده پرداخت که به عنوان اولویت جدید ناوارا شناخته شدند.[۶]
3. ↑  ۴۹۶٫۳۱ یارد مربع (۴۱۵ متر مربع)
4. ↑  ۴۸۸٫۶۴ یارد مربع (۴۰۹ متر مربع)